# Соревновательная карута
Соревновательная карута (яп. 競技かるた Кё:ги карута) — официальная японская карточная игра, в которой для игры в каруту используется колода карт ута-гарута в формате и правилах, установленных Всеяпонской ассоциацией каруты.

## История

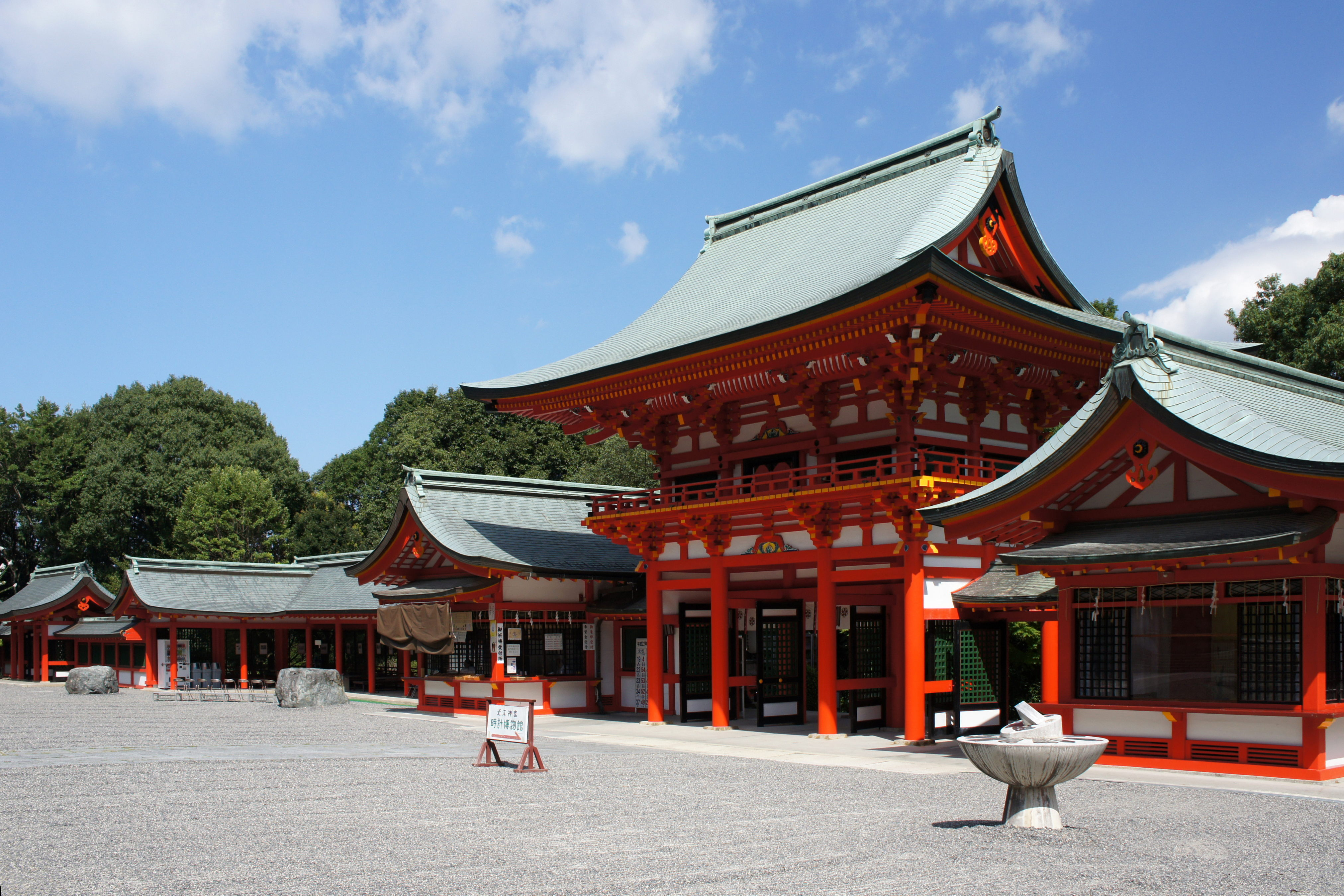
Храм Оми дзингу, где каждый год в январе проводится турнир японского национального чемпионата по каруте.

Соревновательная карута появилась в начале 19-го века ещё до реставрации Мэйдзи, но используемые правила были различны в разных регионах. В начале 20-го века различные правила были объединены недавно сформированной Токийской Ассоциацией Каруты, и первый турнир соревновательной каруты был проведен в 1904 году. С тех пор правила были немного изменены.
Первая попытка создать национальную ассоциацию была предпринята в 1934 году, что впоследствии привело к созданию Всеяпонской ассоциации Каруты в 1957 году. Ассоциация проводит турниры для мужчин с 1955 года, а для женщин — с 1957 года.
В наши дни в соревновательную каруту играют самые разные люди в Японии. Хотя сама игра проста, для игры на соревновательном уровне требуются навыки высокого уровня, такие как ловкость и память. Поэтому соревновательная карута признана одним из видов спорта в Японии.
Хотя карута очень популярна в Японии, игроков в неё очень мало. По оценкам, в настоящее время в Японии насчитывается от 10 000 до 20 000 игроков в соревновательную каруту, 2000 из которых имеют класс выше C-класса (или 1 дан) и зарегистрированы в «Всеяпонской ассоциации каруты».
Есть несколько ассоциаций для игроков в каруту, включая «Ниппон Карута-ин Хонъин», которая подчеркивает культурные аспекты каруты.
Турнир японского национального чемпионата по каруте проводится каждый год в январе в храме Оми дзингу в городе Оцу административном центре префектуры Сига. Титул Мастера присуждается победителю мужского турнира с 1955 года, а титул Королевы присуждается победителю женского турнира с 1957 года. Оба победителя известны как Великие Чемпионы. Семикратный Великий Чемпион известен как Вечный Мастер. Национальный чемпионат для школьников проводится каждый год в июле.
В последнее время игра стала привлекать и международных игроков. В сентябре 2012 года состоялся первый международный турнир, в котором приняли участие игроки из США, Китая, Южной Кореи, Новой Зеландии и Таиланда.

## Карты Каруты

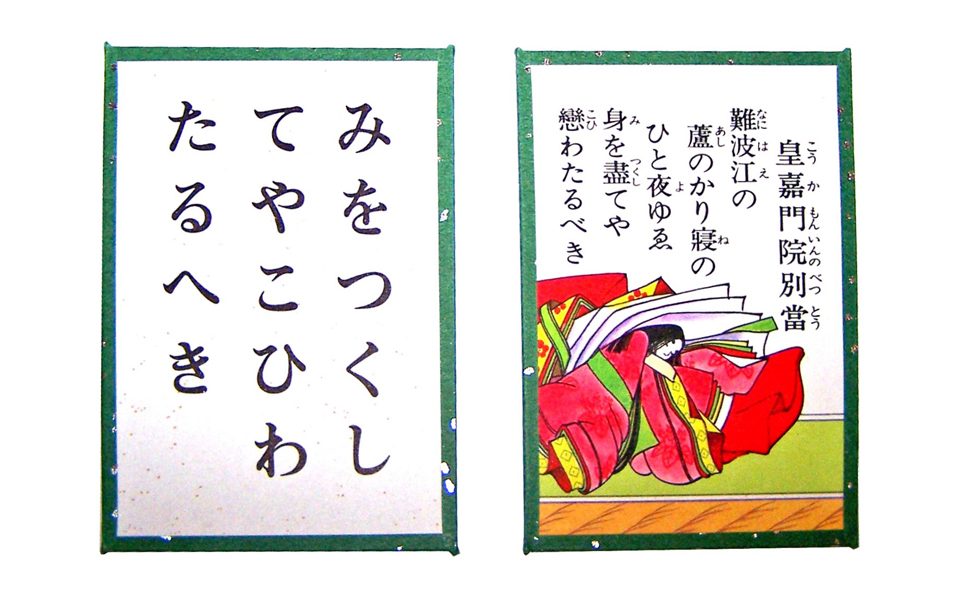
Пример современной пары карт Ута-гаруты, карта торифуда находится слева, а карта ёмифуда справа.

В игре Карута есть две колоды. Каждая колода содержит 100 карт, на каждой из которых напечатано стихотворение танка. Две колоды:
- Ёмифуда (букв. «Карты, которые читают»); 100 карт, каждая с изображением поэта с полным стихотворением танка (5-7-5-7-7 слогов).
- Торифуда (букв. «Карты, которые берут»); 100 карт, каждая из которых соответствует карте из колоды ёмифуда, но содержит только последние фразы стихотворения (последние 7-7 слоговых строк).

## Правила
Соревновательная карута — это игра один на один, в которой участвуют чтец (кард-ридер) и судья. Во всех официальных матчах используются карты, созданные компанией Оиси Тенгудо.
Каждый игрок случайным образом выбирает 25 из 50 карт торифуда, которые также случайным образом выбираются из 100, и размещает их лицом вверх в три ряда на своей территории. Территория игрока — это пространство перед игроком шириной 87 см, отделенное от карт противника на 3 см. Затем игрокам дается 15 минут, чтобы запомнить расположение всех карт, и в течение последних двух минут им разрешается практиковать свой удар по картам.
Игра начинается с зачитывания чтецом вступительного стихотворения, которое не является частью 100 стихотворений. Это вводное стихотворение позволяет игрокам ознакомиться с голосом чтеца и ритмом чтения. После вступительного стихотворения чтец зачитывает одну из 100 карт ёмифуда. 50 карт ёмифуда находятся в игре, как и соответствующие им 50 карт торифуда, а остальные 50 карт ёмифуда являются карафуда (мертвые карты или карты призраки) и не соответствуют 50 картам торифуда, участвующим в игре.
Как только игроки узнают, какая карта ёмифуда читается, они пытаются как можно быстрее найти соответствующую ей карту торифуда и коснуться её. Первый игрок, который коснется карты торифуда, «забирает» карту и удаляет её из игры. Когда игрок берет карту с территории противника, он может передать одну из своих карт своему противнику. Если оба игрока касаются одной карты одновременно, она забирается игроком, на территории которого она находится.
Победит первый игрок, который избавится от всех карт на своей территории.

### Отэцуки (ошибки, ложные касания)
- Касание не той карты на той же территории, что и целевая карта, не является ошибкой.[2] В результате игроки могут выбросить окружающие карты рядом с целевой картой.
- Прикосновение к неправильной карте на неправильной территории приводит к ошибке. Затем оппонент может передать карту со своей территории игроку-нарушителю.
- Когда игрок прикасается к любой карте при прочтении мертвой карты, это является ошибкой.

#### Двойные ошибки
- Если игрок касается неправильной карты на территории противника, а противник касается правильной карты на территории ошибившегося игрока, это считается двойной ошибкой со штрафом в две карты.
- Когда игрок касается любой карты на обеих территориях при прочтении мертвой карты, он получает штраф в размере двух карт.

Раскладка карт на территории игрока может быть изменена в любой момент игры. Однако частое перекладывание карт считается плохим тоном.

## Особенности игры
Хорошие игроки в каруту запоминают все 100 стихов танка и расположение карт в начале матча. Расположение карт меняется во время матча.
Есть 7 карт, которые имеют уникальные первые слоги (фу, хо, мэ, му, са, сэ, су), 42 карты с уникальными первыми 2 слогами, 37 карт с уникальными первыми 3 слогами, 6 карт с уникальными первыми 4 слогами, 2 карты с уникальными первыми 5 слогами и наконец, 6 карт с уникальными первыми 6 слогами, поэтому игрок может различать карты только тогда, когда начинается второй слог стиха. Например, есть 3 карты, начинающиеся со слога ти: тихаябуру…, тигирики на…, и тигирики-окиси…; поэтому игрок должен отреагировать, как только он/она услышит начало решающей части стихотворения, которое называется кимаридзи. В результате требуется быстрое мышление, реакция и физическая скорость. Средний матч длится около 90 минут, включая 15-минутное время для запоминания расположение всех карт перед матчем. В национальных турнирах победитель обычно играет от 5 до 7 матчей.

## Официальные игры

### Индивидуальный матч
Индивидуальные турниры разделены по рейтинговым группам (дан = разряд). Рейтинг выглядит следующим образом:
- A класс; 4-й дан и выше
- B класс; 2-й или 3-й дан
- C класс; 1-й дан
- D класс; промежуточный
- E класс; начинающий

Чтобы участвовать в турнирах для более высоких классов, игроки должны получить соответствующий дан, получая достаточные результаты в более низких классах, установленных ассоциацией, и игрок должен зарегистрироваться в качестве официального члена ассоциации, если он или она желает участвовать в любом турнире выше C класса.
Ежегодно проводится около 50 официальных турниров, которые засчитываются в рейтинге Дана.
Местные турниры могут изменять систему рейтинга или форму турнира в зависимости от ситуации. Есть также турниры, ранжированные по возрасту или классу в школах. Официальные турниры бесплатны для участия независимо от возраста или пола, но некоторые турниры могут ограничивать это для определённых возрастов, пола и класса игроков.

### Командные соревнования
Формат командного соревнования отличается от формата индивидуальных матчей, и формат может отличаться от одного турнира к другому. Например, общий турнир будет проводиться с командами из пяти-восьми человек, и команды будут определять порядок своих игроков для каждой игры. Каждый класс будет бороться за общее количество очков и побед в лиге.

## Освещение в СМИ
Официальные турниры часто освещаются средствами массовой информации.

## В культуре и искусстве

### Манга
- Chihayafuru — автор Юки Сюэцугу[англ.]
- Карута[яп.]* — автор Кэндзиро Такесита[яп.]
- Мантэн Ирохакомати[яп.] — автор Марико Косака[яп.]

### Аниме
- Chihayafuru — на основе одноимённой манги Юки Сюэцугу
- Chōyaku Hyakunin isshu: Uta Koi[англ.] — историческая дзёсэй аниме одна из интерпретаций причин написания 100 стихов 100 поэтов антологии Хякунин иссю, на основе одноимённой манги Кэя Сугита[яп.]

### Дорамы
- Karuta Queen — NHK General TV

### Игровые фильмы
- Chihayafuru Part 1[англ.] — на основе манги Юки Сюэцугу
- Chihayafuru Part 2[англ.] — на основе манги Юки Сюэцугу
- Chihayafuru Part 3[англ.] — на основе манги Юки Сюэцугу